# Kurl-Husen
Kurl-Husen, Dortmund-Kurl-Husen – dzielnica miasta Dortmund w Niemczech, w kraju związkowym Nadrenia Północna-Westfalia, w okręgu administracyjnym Scharnhorst.